# 1552 Bessel
1552 Bessel è un asteroide della fascia principale del diametro medio di circa 18,56 km. Scoperto nel 1938, presenta un'orbita caratterizzata da un semiasse maggiore pari a 3,0143148 UA e da un'eccentricità di 0,0971365, inclinata di 9,84833° rispetto all'eclittica.
L'asteroide è dedicato all'astronomo tedesco Friedrich Wilhelm Bessel, che per primo usò la parallasse per misurare la distanza di una stella (61 Cygni).